# Paul Dukes
Pour les articles homonymes, voir Dukes.
Paul Henry Dukes (10 février 1889, Bridgwater (Somerset) - 27 août 1967, Le Cap (Afrique du Sud)) fut le chef des Services secrets britanniques en Russie au début du XXe siècle. Il était passé maître dans l'art du déguisement.
Il est élevé au titre de Chevalier commandeur de l'Ordre de l'Empire britannique par le roi George V en 1920.

## Œuvres
- Red Dusk and the Morrow, 1923